# ليلى السليماني
ليلى السُّلَيمانيّ (مواليد 1981) صحفية وكاتبة ذات جنسيتين مغربيةٍ وفرنسية وممثِّلةُ رئيس فرنسا إمانويل مكرون في المنظمة الدُّوَلية للناطقين بالفرنسية منذ سنة 2017. عُرِفت بتناولها في كتاباتها لمواضيعَ متعلقةٍ بالجِماع، ودفاعها عن منظور ليبرالي للمُجَامَعة، وانتقادها لقيم المغرب الدينية والثقافية التي تصفها بـ«البائدة»، ودعوتها إلى رفع التجريم عن الزنى والإجهاض. وقد عادت عليها كتاباتُها بجوائز كثيرة، أبرزها جائزة المأمونية لسنة 2015 عن روايتها الأولى «في حديقة الغول»، وعن روايتها الثانية «الأغنية الهادئة» جائزةُ غنكور لسنة 2016، وتُوِّجت في سنة 2017 بالوسام الفرنسي للفنون والآداب، وعُيِّنت في سنة 2018 رئيسةً لجائزة كتاب إنتر الأدبية، وعضوًا في لجنة تحكيم مهرجان دوفيل للسينما الأمريكية، ورئيسةَ لجنةِ تحكيم جائزة بوكر الدولية لسنة 2023.
أثار صدور كتابها «جِمَاعٌ وأكاذيب: المُجَامَعَةُ في المغرب» الذي تدعو فيه إلى «حرية الجماع» والذي أشاد به الكاتب الجزائري الفرنسي كمال داود جدلًا واسعا وردود فعل كثيرة أبرزها ما كان عن «بَلَدِيِّي الجمهورية» (Les Indigènes de la République)، وهي منظمة وحركة سياسية فرنسية مناهضة للاحتلال، فقدِ استنكروا مضمون الكتاب ومجموع أفكار الكاتبة التي وصفتها المتحدثة باسمهم حورية بوثلجة بكونها «مُخبِرةً محلِّية»، وهو «مفهوم تتناوله دراسات ما بعد الاحتلال ويُقصَد منه [أي المخبر المحلي] الأشخاصُ ذو الأصول غيرِ الأورُوبّية [المغربية في هذه الحالة] الذين يعانون من عقدة دونية تجاه الغرب ذي الماضي الاحتلاليِّ فيدفعهم ذلك إلى تقليد الغربيين والتشبه بهم واعتقاد أفكارهم.»
في سنة 2017، منحت جمعية الصحفيين المثليين ليلى السليمانيَّ جائزةَ «Out الذهبية» تقديرًا لدعمها حقوقَ الشواذ جنسيا في المغرب ودعوتها إلى رفع تجريم الشذوذ الجنسي في القانون المغربي على القناة التلفزية الفرنسية الخامسة يوم 3 نونبر 2016.

## السيرة الذاتية
ولدت في 3 أكتوبر 1981 بالرباط من أم فرنسية وأب مغربي. كانت ليلى طالبة في المعهد الثانوي الفرنسي في الرباط، وقد ترعرعت في عائلة مهتمة بالثقافة الفرنسية (أبوها هو عثمان السليماني، وهو مصرفي؛ ووالدتها طبيبة). وفي عام 1999، انتقلت إلى باريس لمتابعة دراستها حيث تخرجت من معهد الدراسات السياسية بباريس. ثم حاولت تجريب مهنة التمثيل ب«كور فلوران»، ثم تخرجت بعد ذلك من المدرسة العليا للتجارة بباريس (مع اختصاص في الإعلام). وانخرطت عام 2008 في مجلة جون أفريك التي تتناول مواضيع حول شمال أفريقيا، واشتغلت بها لمدة 5 سنوات ثم استقالت.
وفي عام 2014، نشرت روايتها الأولى التي صدرت عن دار غاليمار، تحت عنوان «في حديقة الغول» التي استلهمتها من قضية دومينيك ستروس كان في 2011. وتتطرق الرواية إلى إدمان الجماع عند المرأة من خلال رصدها لقصة امرأة متزوجة تدعى أديل، وهي صحفية صعبة المراس تعيش مع ابنها وزوجها ريشرد، وهو طبيب في شقة بفرنسا ولها حياة مزدوجة، فإلى جانب كونها صحفية فهي تبحث عن إشباع شهوة فرجها خارج فراش الزوجية. وقد نالت عنها جائزة فلور في نفس السنة التي صدرت فيها، كما حازت كذلك على جائزة «المامونية» سنة 2015 لتكون بذلك أول امرأة تحصل على هذه الجائزة. وفي 3 نونبر 2016 تمكنت ليلى السليماني من الفوز بجائزة غنكور وهي أرقى وأعرق جائزة أدبية في فرنسا، وذلك عن روايتها «أغنية هادئة»، وأصبحت بهذا التتويج ثالث وجه أدبي عربي فرنكفوني يتوج بهذه الجائزة بعد الطاهر بن جلون عام 1987 وأمين معلوف عام 1993.

## الأعمال الكتابية
في حديقة الغول
تحكي رواية سليماني الأولى «في حديقة الغول» قصّة امرأة فقدت السيطرة على حياتها بسبب إدمانها الجماع. خطرت لسليماني فكرة قصتها بعد أن شاهدت أخبار دومينيك شتراوس. حقّقت الرواية نجاحًا جيدًا كما تلقَّت إشاداتٍ من عددٍ من النقاد الفرنسيين، فيما حصلت على هذه الرواية على جائزة المأمونية الأدبية في المغرب.
أغنية هادئة
تناولت ليلى في رواية أغنية هادئة قصة جريمة قتل مزدوجة لشقيقين صغيرين على يد مربيتهما. استوحت سليماني القصّة من مقتل مربية أطفال كريم في مانهاتن في عام 2012. تبدأُ الرواية في أعقاب جريمة القتل مباشرة، ثم تروي القصة الدرامية للوالدين وهما زوجان باريسيان ليبراليان من الطبقة المتوسطة العليا، بالإضافة إلى مربيتهما التي تعاني اقتصاديًا ونفسيًا. قامت سليماني بتسمية المربية لويز على اسم لويز وودوارد وهو شخص بريطاني كان يقطنُ في الولايات المتحدة أُدين بالقتل غير العمد لطفلٍ صغيرٍ كان يرعاه. لاقت الرواية استحسانَ النقاد الفرنسيين، وسُرعان ما صعدت قائمة أكثر الكتب مبيعًا حيث تم طباعة أكثر من 76 000 نسخة في غضون ثلاثة أشهر حتى قبل منح الكتاب جائزة غنكور في عام 2016. أصبح لاحقًا الكتاب الأكثر قراءة في فرنسا في ذلك العام مع طباعة أكثر من 450 000 نسخة، وبحلول نهاية عام 2017 بيعت حوالي 600 000 نسخة في فرنسا. تُرجمت الرواية إلى 18 لغة، كان من المقرر ترجمتهُ لـ 17 لغة أخرى. نُشرت النسخة الإنجليزية (برتجمة سام تايلور) في عام 2018 باسم The Perfect Nanny في الولايات المتحدة وبعنوان Lullaby في المملكة المتحدة. فازت روايةُ Lullaby – المترجمة عن رواية أغنية هادئة – في عام 2019 بجائزة الكتاب البريطاني عن فئة "Début Book of the Year".
بلد الآخرين
نُشرت رواية «Le pays des autres» (بلد الآخرين) (صدرت عن منشورات غاليمارد عام 2020)، وهي أول رواية في ثلاثية مخططة عن عائلة الكاتبة نفسها، وتتناول حياة أجداد سليماني من الأمهات خلال فترة إنهاء الاستعمار في المغرب في الخمسينيات من القرن الماضي.

## في السياسة
عينها الرئيس الفرنسي إيمانويل ماكرون ممثلة شخصية له في المنظمة الدولية للفرنكوفونية يوم 6 نونبر، 2017.

## المؤلفات
- 2013: خليج الداخلة: التشرد المسحور بين البحر والصحراء (بالفرنسية: La Baie de Dakhla : itinérance enchantée entre mer et désert)‏ الصادرة عن دار مليكة بالدار البيضاء (ردمك 9789954037669).
- 2014: في حديقة الغول (بالفرنسية: Dans le jardin de l’ogre)‏ الصادرة عن دار غاليمار (ردمك 978-2-07-014623-9).
- 2016: أغنية هادئة (بالفرنسية: Chanson douce)‏ الصادرة عن دار غاليمار (ردمك 978-2-07-019667-8).
- 2016: الشيطان يكمن في التفاصيل (بالفرنسية: Le diable est dans les détails)‏ الصادرة عن دار أوب (ردمك 978-2-8159-2144-2).[43]
- 2017: جماع وأكاذيب: المجامعة في المغرب، باريس (ردمك 978-2-35204-568-7).
- 2017: كلمات شرف وسوء. لاتيتيا كورن، باريس. (ردمك 978-2-35204-654-7).
- 2017: بطلة سيمون فيل مريضة. باسكال لوميتري، "Le 1 en livre"، 8. (ردمك 978-2-8159-2663-8).
- 2018: تعليق: محادثة مع إريك فوتورينو، La Tour-d'Aigues ، éditions de l'Aube ، coll. "Le 1 en livre"، صفحة 66. (ردمك 978-2-8159-2779-6).
- 2020: Le Pays des autres، Paris، Gallimard editions، coll. «بلانش»، (ردمك  978-2-07-289312-4) 23.

## روابط خارجية
- ليلى السليماني على موقع IMDb (الإنجليزية)
- ليلى السليماني على موقع مونزينجر (الألمانية)
- ليلى السليماني على موقع قاعدة بيانات الفيلم (الإنجليزية)